# David Larson
David Erwin Larson (Jesup, 25 giugno 1959) è un ex nuotatore statunitense.

## Carriera
Assieme ai compagni Michael Heath, Bruce Hayes e Jeffrey Float ha vinto la staffetta 4x200m stile libero ai giochi di Los Angeles 1984.

## Palmarès
- Giochi olimpici estivi

Los Angeles: oro nella 4x200m stile libero.
- Giochi panamericani

San Juan 1979: oro nella 4x200m stile libero e argento nei 200m stile libero.
Caracas 1983: oro nella 4x200m stile libero.